# 達禮麻識理
达礼麻识理（？—1367年），译名又作达礼麻失里、答尔麻、答儿麻失理，字遵道，蒙古克烈氏，元朝大臣。元顺帝时中书右丞。江西行省参知政事阿剌不花子。
幼习学经史。元顺帝至正五年（1345年），以学识选补为御史台译史。至正十五年（1355年），擢升为监察御史，转任工部员外郎。至正十九年（1359年），担任刑部尚书，提调南北兵马巡检事。至正二十一年（1361年），由参议中书省事升任参知政事。至正二十三年（1363年），转任上都留守，兼开平府尹。当时孛罗帖木儿拥兵京师，要挟元顺帝，被他用计斥退。至正二十五年（1365年），受皇太子之命，担任上都分省右丞，和平章政事塔失帖木儿整饬军队抵御孛罗帖木儿同党秃坚帖木儿的进攻。孛罗帖木儿败死，因功拜为中书右丞，兼上都留守。至正二十六年（1366年），召为大宗正府也可札鲁忽赤。至正二十七年（1367年），担任翰林学士承旨，改任知枢密院事、大抚军院事。

## 延伸阅读
[在维基数据编辑]
 《元史/卷145》，出自宋濂《元史》
 《新元史/卷214》，出自柯劭忞《新元史》